# Walther Modell 2
Walther Modell 2 — немецкий самозарядный пистолет, разработанный фирмой «Carl Walter Waffenfabrik».

## История
Пистолет Вальтер Модель 2 выпущен в 1909 г. Оружие должно было заменить Walther Modell 1 и устранить недостатки выявленные в ходе его эксплуатации. Одним из самых интересных конструкторских решений при разработке «модели 2» было создание механизма индикации наличия в патроннике пистолета гильзы или патрона. 8 января 1913 года Вальтер подал заявку для регистрации патента на конструкцию указателя наличия патрона в патроннике.

## Устройство
Walther Modell 2 — самозарядный пистолет, устройство которого достаточно сильно отличается от предыдущей модели Вальтера. Работа автоматики использует отдачу свободного затвора. В оружии применён ударно-спусковой механизм куркового типа, с внутренним расположением курка. Затвор пистолета полностью закрывает поверхность ствола. Возвратная пружина надета на ствол. В передней части затвора установлена фиксирующая втулка возвратной пружины, предназначенная для удобства разборки оружия. Магазин съемный, коробчатый, емкостью 6 патронов 6,35×15 мм Браунинг. В задней части рамки слева расположен предохранитель флажкового типа. Характерным признаком данной модели пистолета является расположение серийного номера на передней стойке спусковой скобы с правой стороны, а также прямоугольная форма канавок на боковых поверхностях затвора.

## Варианты и модификации
Walther Modell 2 выпускался в двух основных вариантах, которые отличались особенностями конструкции и маркировкой. Основное существенное отличие между разными вариантами пистолетов является наличие в первом варианте указателя наличия патрона в патроннике, выполненного в виде поднимающегося из затвора целика. Второй вариант пистолета Walther modell 2 вообще не имел целика, вместо него в верхней части затвора был сделан паз для прицеливания. Пистолеты первого и второго варианта отличались также маркировкой, расположенной на боковой поверхности затвора.